# سرزمین من و نقابداران
سرزمین من و نقابداران یک مجموعه تلویزیونی محصول سال ۱۳۷۳ به کارگردانی مرتضی جعفری، و تهیه‌کنندگی عباس خداداد می‌باشد که از شبکه یک پخش شد. این مجموعه در ۱۲ قسمت تهیه شد. کریم‌خان زند درخواست دیدار مستر مور رئیس کمپانی هند شرقی در خلیج فارس را نمی‌پذیرد و تلاش برای بیرون راندن آنها از ایران می‌کند….

## بازیگران
- پرویز پورحسینی
- آرش تاج تهرانی
- ابوالفضل میرزایی
- احمد ماهانی
- اشرف سلطانی‌نیا
- اکبر وارث
- حسین خانی‌بیک
- ذبیح‌الله ذبیح‌پور
- رضا کرم‌رضایی
- ژاله علو
- شعله عباس‌زاده
- صادق هاتفی
- صفدر سیاهپوش
- صفر اجلی
- غلامحسین بارونی
- فرشته جهانگیر
- فیض الله مهدی‌خانی
- کاظم افرندنیا
- منوچهر بهروج
- وحید جیرانپور
- وحید رزاقی
- کاظم بیطاری